# 57-celule
În matematică 57-celule este un politop cvadridimensional abstract⁠(d) regulat autodual. Cele 57 celule ale sale sunt hemidodecaedrice. Are 57 vârfuri, 171 de laturi și 171 de fețe. Are simbolul Schläfli {5,3,5}, cu 5 hemidodecaedre (tip Schläfli {5,3}/2) în jurul fiecărei laturi.
Are ordinul de simetrie 3420, calculat ca produs dintre numărul de celule (57) și simetria fiecărei celule (60). Structura de simetrie este grupul proiectiv liniar special abstract L2(19).
A fost descoperit în 1982 de H.S.M. Coxeter.

## Graful Perkel

Grafuri Perkel cu simetrie cu 19 poziții

Vârfurile și laturile formează graful Perkel, unicul graf regulat ca distanțe, cu matricea de intersecție {6,5,2;1,1,3}, descoperit de Manley Perkel în 1979.